# 新幹県
新幹県（しんかん-けん）は中華人民共和国江西省吉安市に位置する県。1957年に新淦県から改名された。

## 行政区画
- 街道:洋峰街道
- 鎮:金川鎮、三湖鎮、大洋洲鎮、七琴鎮、麦㙦鎮、界埠鎮、溧江鎮
- 郷:桃渓郷、城上郷、潭丘郷、神政橋郷、沂江郷、荷浦郷

## 交通

### 鉄道
- 中国国家鉄路集団
  - 昌贛旅客専用線
    - 新幹東駅

  - 京九線
    - 新幹駅

### 道路
- 高速道路
  - S42 東昌高速道路
- 国道
  - G105国道